# Cephalophus rufilatus
El duiker de flancos rojos (Cephalophus rufilatus) es una especie de mamífero artiodáctilo de la familia Bovidae que habita en África central.
La especie crece casi 35 centímetros de alto y pesa hasta 12 kilogramos. Tiene el pelaje rojizo, las extremidades negras y el dorso y el vientre blancos.
El duiker se alimenta de hojas, frutos caídos, semillas, flores y en ocasiones aves pequeñas y otros animales. Tiene una esperanza de vida de 10-15 años en cautiverio. La población se estima en 170 000 individuos.